# Combat de Maguilla
Guerre d'indépendance espagnole
Batailles
- Olivença (01-1811)
- Gebora (02-1811)
- Campo Maior (03-1811)
- 1re Badajoz (04-1811)
- Fuentes de Oñoro (05-1811)
- Albuera (05-1811)
- Usagre (05-1811)
- Cogorderos (06-1811)
- Carpio (09-1811)
- El Bodón (09-1811)
- Aldeia da Ponte (09-1811)
- Arroyomolinos (10-1811)
- Tarifa (12-1811)
- Navas de Membrillo
- Almagro (01-1812)
- 2e Ciudad Rodrigo (01-1812)
- 2e Badajoz (03-1812)
- Villagarcia (04-1812)
- Almaraz (05-1812)
- Maguilla (06-1812)
- Arapiles (07-1812)
- García Hernández (07-1812)
- Majadahonda (08-1812)
- Retiro (08-1812)
- Madrid (08-1812)
- Burgos (09-1812)
- Villodrigo (10-1812)
- Tordesillas (10-1812)
- Alba de Tormes (11-1812) (es)
- San Muñoz (11-1812)

Le combat de Maguilla se déroule le 11 juin 1812 à Maguilla, en Espagne, dans le cadre de la guerre d'indépendance espagnole. Il oppose la cavalerie française du général François Antoine Lallemand à une brigade de cavalerie britannique aux ordres du général John Slade (en). Au cours de l'affrontement, la cavalerie française est initialement repoussée par son homologue britannique avant de parvenir à retourner la situation en sa faveur et à mettre en déroute la brigade Slade. Ce combat contribue pour beaucoup à la mauvaise réputation de la cavalerie britannique durant la guerre de la péninsule Ibérique.

## Contexte
Au mois d'avril 1812, alors que l'armée anglo-portugaise du vicomte de Wellington assiège la forteresse française de Badajoz, un corps anglo-portugais sous le commandement du général Rowland Hill se tient à proximité de la ville afin d'empêcher tout appui extérieur. Après la chute de Badajoz le 6 avril, Hill reçoit pour mission de se maintenir dans le sud de l'Espagne et d'adopter à l'égard des Français une stratégie agressive visant à faire croire à l'imminence d'une offensive d'envergure. Son adversaire, le général Drouet d'Erlon, s'est quant à lui retiré à Fuente Obejuna après la défaite de sa cavalerie à Villagarcia le 11 avril. Depuis Zafra, Hill ordonne à la cavalerie espagnole de Penne Villemur de se porter dans le secteur de Fuente Obejuna pour y rassembler des approvisionnements. Elle est couverte sur sa gauche par la brigade de cavalerie britannique du général John Slade (en), qui se dirige vers Maguilla avec le 1st (Royal) Dragoons et les 3rd et 4th Dragoon Guards.

## Déroulement du combat

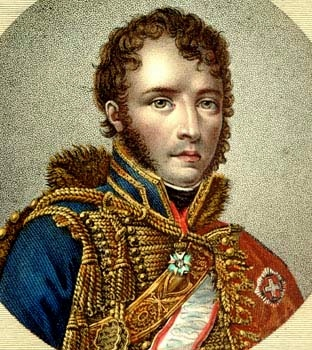
Le général François Antoine Lallemand, commandant la cavalerie française.

Le 11 juin, la cavalerie de Slade se dirige vers Maguilla, alors qu'au même moment, le général Lallemand approche de la localité à la tête d'environ 800 cavaliers des 17e et 27e régiments de dragons. Smith donne quant à lui un effectif de 700 hommes. Informé de la présence des cavaliers français, Slade décide de marcher à leur rencontre avec le 1st Dragoons et le 3rd Dragoon Guards, soit un total d'environ 700 sabres.
Lallemand, rendu prudent par son échec à Villagarcia quelques mois plus tôt, laisse le 27e dragons en réserve en arrière de Maguilla et continue sa progression avec le 17e dragons. Les Français entrent rapidement en contact avec les avant-postes de Slade. Une escarmouche a lieu à l'issue de laquelle le général français ordonne la retraite vers Maguilla, poursuivi par la cavalerie britannique. La troupe de Lallemand, attaquée une première fois par les deux régiments de Slade, est refoulée sur une distance de trois lieues avant d'être chargée à nouveau par les dragons britanniques et rompue. Un officier anglais raconte que « rien, dans un premier temps, n'aurait pu avoir autant de succès que cette charge ; l'ennemi perdit du terrain et beaucoup d'hommes ». Oman indique qu'une centaine de cavaliers français sont faits prisonniers.
Les versions diffèrent quant à la suite des événements. D'après le récit d'Oman, Slade ne parvient pas à regrouper ses hommes lancés à la poursuite de l'adversaire et tombe sur l'escadron de réserve français qui, dissimulé à la vue des assaillants par un pli de terrain, charge à son tour par le flanc et l'arrière et maltraite les deux régiments britanniques. Pour Fletcher, qui s'appuie sur le témoignage d'un témoin, les dragons du 17e viennent d'être dispersés lorsque le 27e fait son apparition pour, semble-t-il, couvrir la retraite de ses camarades. La brigade Slade se trouble en un instant et se replie en désordre tandis que le 17e dragons français, tout juste rallié, fait demi-tour pour se joindre à la poursuite des Britanniques. Ces derniers se lancent dans une fuite désespérée malgré les efforts de Slade pour enjoindre ses hommes à se battre. Les prisonniers français faits au début de l'action sont libérés par les vainqueurs pendant que les dragons britanniques, après avoir essuyé des pertes sévères, réussissent à atteindre Valencia de las Torres où la poursuite française prend fin.

## Conséquences et analyse
Les Britanniques déplorent 40 tués ou blessés et 118 prisonniers selon Oman alors que Fletcher fait mention de 22 tués et 26 blessés, soit un total de 48 pertes pour un nombre de prisonniers similaire à celui donné par Oman. Les Français comptent de leurs côtés 51 tués ou blessés. Smith indique que la plus grande partie des prisonniers français faits durant la première phase du combat ont réussi à s'échapper, mais selon Fletcher, la totalité des captifs a pu être secourue par la cavalerie française lors de la poursuite finale. Peu après cet affrontement, Wellington écrit au général Hill : « jamais affaire ne m'a autant contrariée que celle de Slade. Nos officiers de cavalerie ont pris l'habitude de galoper à tout en toute circonstance. Ils ne considèrent jamais la situation, ne pensent jamais à manœuvrer en présence de l'ennemi, et ne songent jamais à prévoir une réserve ».
La débâcle britannique à Maguilla devient rapidement connue du corps de Hill et le général Slade est critiqué pour son incompétence. Ian Fletcher note que Maguilla demeure, pour l'armée britannique, « le combat de cavalerie le moins honorable de toute la guerre » et que son issue a fortement contribué à la mauvaise réputation de la cavalerie britannique dans la péninsule Ibérique. Le jugement porté par Wellington sur cette affaire est ainsi repris par de nombreux historiens comme preuve de l'inaptitude de la cavalerie anglaise en campagne. Fletcher critique cependant le « manque de consistance » de la relation d'Oman qui qualifie l'affaire de « malchanceuse » alors que Fletcher souligne qu'il s'agit justement d'un des rares cas où la défaite britannique est entièrement imputable à des facteurs humains, en particulier à la conduite inepte du général Slade. Cette charge incontrôlée de la brigade Slade à Maguilla est à mettre en parallèle avec celle du 20e dragons légers à Vimeiro, du 23e dragons légers à Talavera et du 13e dragons légers au combat de Campo Maior.